# Ölfeld

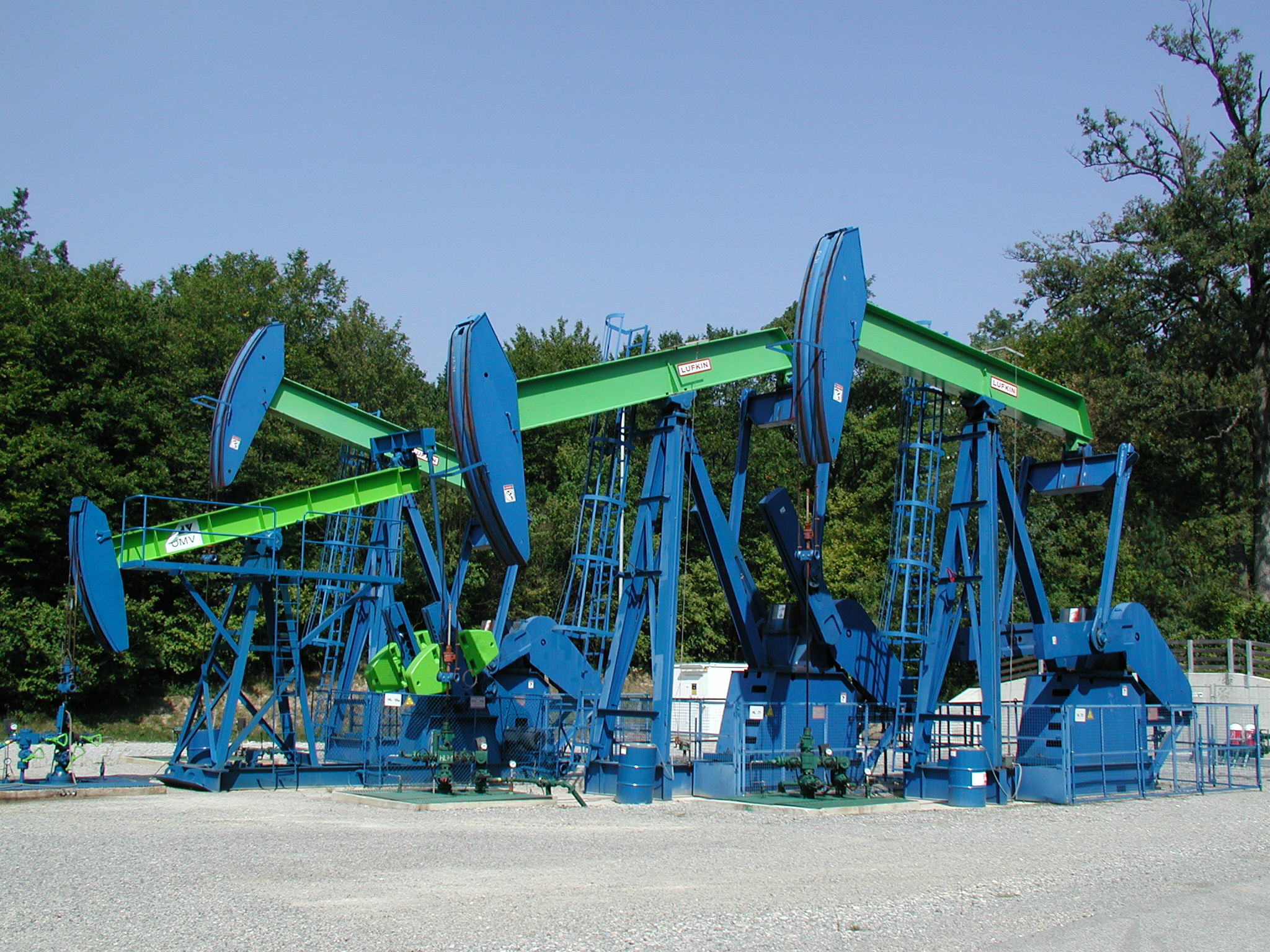
Mehrere Tiefpumpen auf einem österreichischen Ölfeld

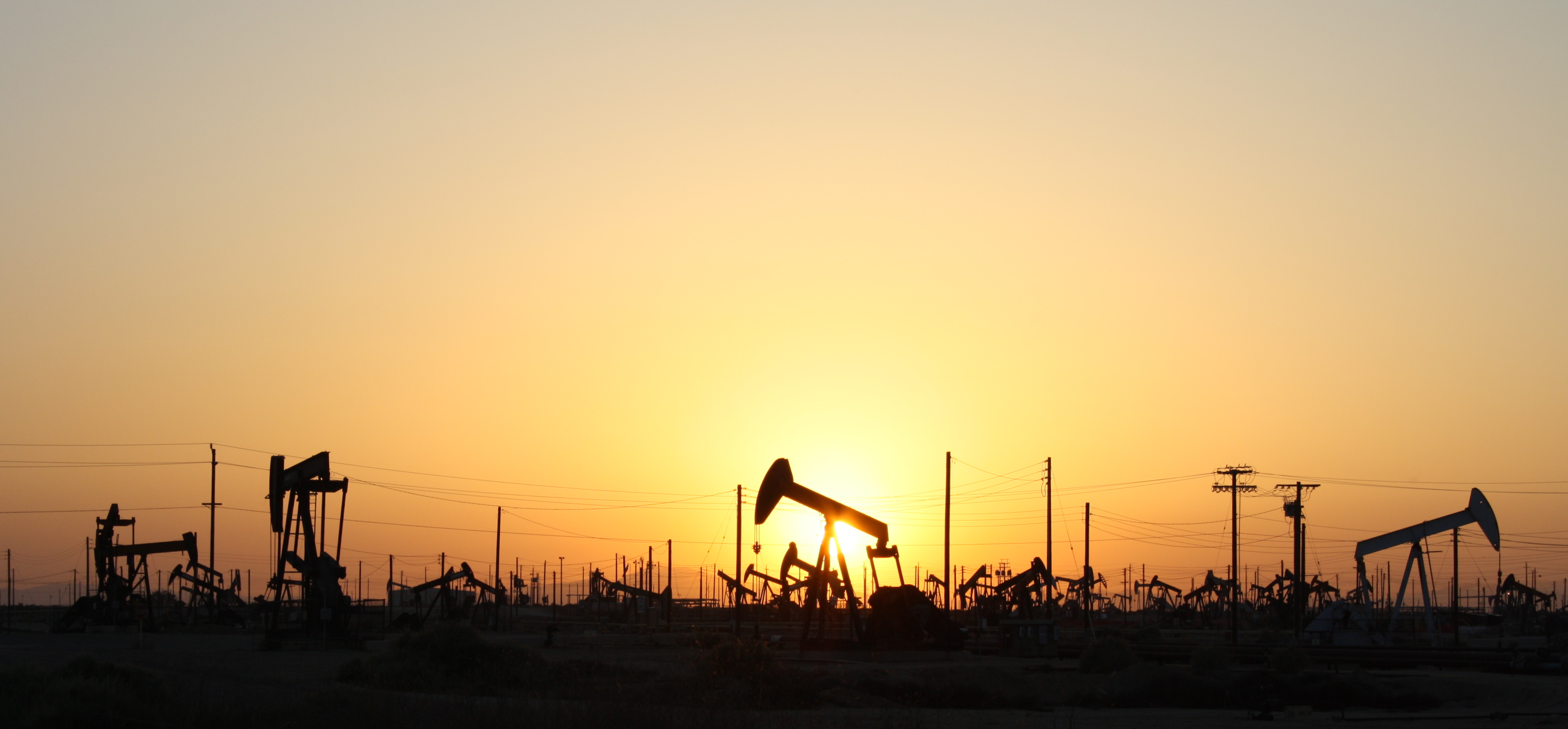
Auf dem kalifornischen Lost-Hills-Ölfeld stehen hunderte Tiefpumpen dicht beieinander

Unter einem Ölfeld versteht man ein Gebiet, unter dem sich eine Erdöllagerstätte befindet. Gegenden erschlossener Ölfelder sind durch meist umfangreiche Einrichtungen für Förderung, Aufbereitung, Verarbeitung und Transport des Erdöls gekennzeichnet. Weltweit sind etwa 43.000 Ölfelder bekannt. Rund 94 % der bisher weltweit gefundenen Erdölmengen sind jedoch in nur etwa 1500 Ölfeldern konzentriert.
Die Ausdehnung der Ölfelder reicht von wenigen Hektar bis zu mehreren tausend Quadratkilometern. So erstreckt sich das weltweit ertragreichste Ölfeld Ghawar in Saudi-Arabien über nahezu 3000 Quadratkilometer Fläche.
Etwa 22 % der weltweiten Erdölreserven (in Europa 90 %) befinden sich unter Meeren und sind nur mit großem Aufwand auszubeuten. Rund ein Drittel der derzeitigen globalen Erdölförderung erfolgt „offshore“.

## Geologie
In einer natürlichen Erdöllagerstätte lagert das Öl unter oft hohem Druck – und meist zusammen mit Salzwasser und Erdgas – in porösem Gestein, zumeist Sandstein oder Riffkalkstein, das nach oben durch undurchlässige Schichten, etwa aus Tonstein oder feinkörnigem Kalkstein (Mikrit), abgedichtet ist.
Erdöl kann nur gewonnen werden, wenn das Ölträgergestein, das sogenannte Speichergestein, eine bestimmte Nutzporosität besitzt, und zwar so, dass die im Gestein vorhandenen Poren miteinander in Verbindung stehen. Man spricht hierbei von Poreninterkonnektivität. Damit ergibt sich eine gewisse Durchlässigkeit des Speichergesteins, Permeabilität genannt, welche in Darcy (D) bemessen wird. Die für Erdöllagerstätten üblichen Werte für die Permeabilität reichen von 5 bis 2000 mD (Millidarcy). Das Verhältnis des Porenvolumens zu dem des Feststoffs der Ölträgergesteine, die Porosität, liegt üblicherweise in einem Bereich von 5 bis 30 %.
Die Erdöllagerstätten sind das Endergebnis eines langen Entstehungsprozesses. Entstanden ist das Erdöl im sogenannten Muttergestein, das aus relativ dichten und sehr feinkörnigen Gesteinstypen, zum Beispiel Mergel oder Schiefer besteht. Eine als Migration bezeichnete Wanderbewegung, zunächst aus dem Muttergestein heraus und nachfolgend durch poröse Gesteinsschichten hindurch, führt zu einer Konzentration an Stellen (Fallen genannt), an denen ein Fortschreiten des Migrationsprozesses durch die geologischen Verhältnisse unterbunden ist. Man unterscheidet folgende Fallenarten:
- Strukturelle Fallen, die durch tektonische Prozesse gebildet wurden
- Stratigraphische Fallen als Folge von Sedimentation, Erosion und Diagenese
- Hydrodynamische Fallen, bei denen Wasserströmungen im Untergrund die Migration des Erdöls behindert
- Kombinationsfallen, wenn mehrere der oben genannten Prozesse wirksam waren

In den meisten Fällen liegen Kombinationsfallen mit Dominanz eines Typs vor.
Die weitaus meisten bislang bekannten Erdöllagerstätten befinden sich in einem Tiefenbereich von 500 bis 3000 m. Da die Bildung von Erdöl relativ hohe Temperaturen (60 °C bis 150 °C) und Drücke voraussetzt, findet dies vornehmlich in Tiefen von 1500 bis 3000 m statt. Durch die Migration aus diesen tiefen Gesteinsschichten befinden sich aber zahlreiche Lagerstätten in geringerer Tiefe. Vereinzelt befindet sich Erdöl auch unmittelbar an der Erdoberfläche, jedoch fast immer nur in geringen Mengen.
Die ölführende Schicht ist bei den meisten Lagerstätten nur wenige Meter mächtig. Lagerstätten besonders ergiebiger Ölfelder kommen auf Mächtigkeiten von 50 bis 100 m. Nur in wenigen Fällen beträgt die Mächtigkeit bis zu mehreren 100 Metern. Die große Ergiebigkeit zahlreicher Ölfelder beruht vielmehr darauf, dass mehrere – bis zu 20 – ölführende Schichten im Wechsel mit ölfreien Schichten übereinander gelagert sind, wobei sich der Tiefenbereich auf über 2000 m erstrecken kann.

## Prospektion und Erschließung
Siehe dazu: Prospektion und Gewinnung von Erdöl

## Förderbetrieb
Öl wird aus sogenannten Sonden gefördert, die von Bohranlagen, auf See von Bohrinseln und speziellen Förderplattformen aus, erschlossen werden. Die Förderung erfolgt durch einen eigenen Rohrstrang, der in das ausgekleidete und somit gegen das umliegende Gestein abgedichtete Bohrloch (siehe → Rohrtour) eingeführt wird.
Die Abstände der Sonden zueinander auf einem Ölfeld richten sich nach Dicke und Anzahl der ölführenden Schicht(en) sowie der Durchlässigkeit des Speichergesteins (sogenannte Permeabilität). Früher wurden die Sonden in vielen Ölfeldern sehr dicht gesetzt, was eine ungleichmäßige Ausbeutung und rasche Erschöpfung der Vorkommen zur Folge hatte. Heute trachtet man danach, nur so viel Öl zu entnehmen, wie Wasser aus umliegenden Bodenschichten nachfließen kann. Dieser sogenannte Wassertrieb ist in den meisten Fällen der effizienteste natürliche Triebmechanismus und gewährleistet eine gleichmäßige und über viele Jahre konstante Ausbeutung des Erdölvorkommens.
Bei neu erschlossenen Ölfeldern ist zunächst der Lagerstättendruck manchmal so hoch, dass ein Teil des Öls – es sind meist auch niedrig siedende organische Verbindungen enthalten – von alleine in ausreichender Menge aufsteigt. Dies nennt man Eruptivförderung. Bei nachlassendem bzw. geringem Lagerstättendruck werden zumeist Tiefpumpen verschiedener Bauart eingesetzt. Vorzugsweise bei tiefliegenden Lagerstätten kommt häufig auch das Gasliften zum Einsatz. Dabei wird das Begleitgas, das bei der Erdölförderung oft mit an die Oberfläche tritt, abgetrennt und in den Hohlraum zwischen Förderstrang und Bohrlochauskleidung gepresst. Über Ventile im Rohr des Förderstranges gelangt das Gas vom Ringraum in den Förderstrang. Die aufsteigenden Gasblasen treiben in der Folge das Öl nach oben.

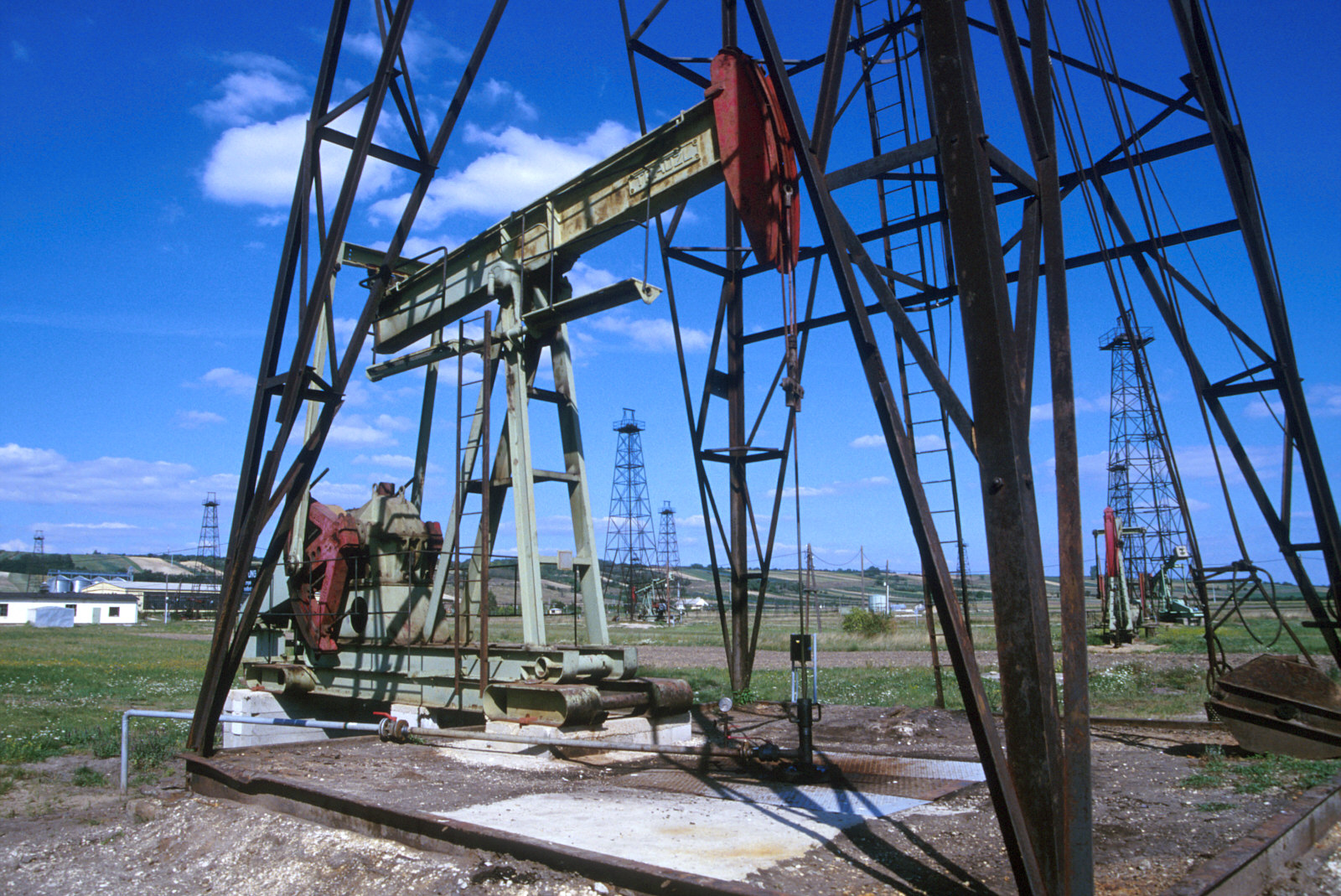
Bis Anfang des 21. Jahrhunderts prägten Fördertürme viele Ölfelder (hier bei St. Ulrich an der Zaya in Niederösterreich – Bild von 1999).

Früher war das Bild der Ölfelder durch sogenannte Fördertürme geprägt. Diese dienten der Wartung der Sonden. In regelmäßigen Abständen muss der Förderstrang aus dem Bohrloch entnommen werden, um Schäden durch Korrosion oder Verstopfung infolge von Sandeintrag zu beheben. Bei der Verwendung einer Gestängetiefpumpe ist es ebenfalls notwendig, das Gestänge und den Pumpkolben, welche einem erheblichen mechanischen Verschleiß unterliegen, regelmäßig instand zu setzen. Zur Durchführung dieser Arbeiten war an der Spitze der Fördertürme eine Seilwinde angebracht. Heute sind die stationären Fördertürme nahezu verschwunden. Stattdessen werden mobile, auf Lastautos montierte teleskopartig ausfahrbare Türme mit einer Winde zur Sondenbehandlung verwendet.
Weil das Öl in einem mineralischen 'Schwamm' gespeichert ist, bleibt die Förderrate nicht über den gesamten Förderzeitraum konstant, sondern nimmt nach und nach ab. Das Öl sickert durch das mineralische Muttergestein oder wird durch technisch erhöhten Druck verstärkt hindurchgepresst. Je weiter der Abstand zum Bohrloch ist, desto länger ist der Weg und die dafür nötige Zeit. Zudem verhalten sich die verschiedenen Anteile des Erdöls hierbei verschieden. Die flüchtigen und dünnflüssigen Bestandteile wandern im Allgemeinen schneller durch das Gestein als die nichtflüchtigen und schwerflüssigen. Dies ist vergleichbar mit dem Verhalten der mobilen Phase in der Flüssigkeitschromatographie. Mit fortlaufender Förderung wird damit das gewonnene Öl auch immer dickflüssiger und schwerer, und der nötige Energieaufwand wächst in dem Maße, mit dem sich die Lagerstätte entleert.
Einen entscheidenden Einfluss auf die Förderrate hat auch die Verwässerung. In den tiefer liegenden Schichten des ölhältigen Speichergesteins ist auch Wasser des früheren Urmeeres gespeichert, welches immer weiter in jene Bereiche vordringt, aus denen das Öl zuvor abgezogen wurde. Damit steigt der Wassergehalt des Fördergutes stetig an. Die Förderung wird aber allgemein sogar bei einem Verwässerungsgrad von deutlich über 90 % noch als rentabel betrachtet. So betrug in Oklahoma der durchschnittliche Reinertrag an Erdöl pro Sonde 2006 nur mehr knapp über zwei Barrel, was etwa 0,25 Tonnen Rohöl entspricht.
Das begleitende Wasser, das umweltschädliche Salze und Schwefelverbindungen enthält, wird zumeist noch am Ölfeld in speziellen Anlagen vom Öl abgetrennt und über schon zu stark verwässerte Sonden in den tiefer liegenden Bereichen des Ölfeldes wieder in die Lagerstätte zurückgepumpt, um so den Lagerstättendruck möglichst hoch zu erhalten. Das Einpumpen von Wasser und anderer Hilfsmittel in eine Lagerstätte zur Erhöhung der Ausbeute bezeichnet man als Fluten.
Am Ende verbleibt ein Teil des Öls im Feld, der sich wegen geringer Permeabilität (Durchlässigkeit) des Speichergesteins nicht rentabel mobilisieren lässt. In den meisten Fällen macht dieser Anteil über 40 % des Lagerstätteninhalts aus. Die Ausbeutung eines Ölfeldes erstreckt sich üblicherweise über einen Zeitraum von 20 bis 50 Jahren.
Am Ende der Nutzung eines Ölfeldes wird die meist auf dem Erdöl lagernde Gashaube, die bisher zur Erhaltung des Lagerstättendruckes nützlich war, abgebaut. Nicht mehr benötigte Bohrungen werden von Ölrückständen gesäubert und mit Betonpropfen im Bereich der Gewinnungszone(n) sowie abschnittsweise darüber verschlossen. Der oberste Teil des Rohrstranges (2,5 bis 5 m) wird anschließend abgetrennt und entfernt und das Gelände in den ursprünglichen Zustand zurückversetzt.

## Rekorde
Die Flächenerträge aus Ölfeldern weisen infolge der Verschiedenartigkeit der geologischen Struktur extreme Unterschiede auf. Die meisten – einfach strukturierten – Lagerstätten ergeben einen durchschnittlichen Ölertrag von 500 bis 3000 Tonnen pro Hektar. Als ergiebig bezeichnete Ölfelder kommen auf Hektarerträge von 10.000 bis 40.000 Tonnen. Die höchsten Hektarerträge gab es bei den – inzwischen weitgehend erschöpften – Ölfeldern bei Baku/Aserbaidschan und bei Ploiești/Rumänien, wo man pro Hektar bis über 300.000 Tonnen Erdöl gewinnen konnte.
Die ergiebigste Ölquelle der Geschichte war die 1916 erbohrte und außer Kontrolle geratene Sonde Cerro Azul 4 im auch heute noch an Erdöl reichen Chicontepec-Becken in Veracruz nahe der Ostküste Mexikos. Am 10. Februar 1916 stieß man in nur 546 m Tiefe zunächst auf Gas. Der hohe Druck des Gases riss einen Teil der Bohranlage weg, wodurch es nicht mehr möglich war, das Bohrloch zu verschließen. Nach sieben Stunden verfärbte sich der aus dem Bohrloch austretende Gasstrahl schwarz. In den folgenden 9 Tagen traten rund 300.000 Tonnen Erdöl in einer bis 300 m hohen Fontäne aus dem Bohrloch aus und verwandelten den weiteren Umkreis in einen Ölsee. Es gelang schließlich, einen Ventilkopf auf das Bohrloch zu setzen. Bis 1932 lieferte die Sonde etwa 13 Millionen Tonnen Öl, als plötzlich Wasser durchbrach und die Ölgewinnung beendete.

### Die größten Ölfelder
Die folgende Liste zeigt die weltweit größten Ölfelder:
| Name            | Land          | Hinweis              |
| --------------- | ------------- | -------------------- |
| Ghawar          | Saudi-Arabien | Förderung rückläufig |
| Burgan          | Kuwait        | Förderung rückläufig |
| Safaniya-Khafji | Saudi-Arabien | Förderung rückläufig |
| Rumaila         | Irak          |                      |
| Bolivar Coastal | Venezuela     | Förderung unbekannt  |
| Samotlor        | Russland      | Förderung rückläufig |
| Kirkuk          | Irak          |                      |
| Berri           | Saudi-Arabien | Förderung rückläufig |
| Manifa          | Saudi-Arabien |                      |
| Schaiba         | Saudi-Arabien | Förderung rückläufig |

Die Felder repräsentieren 12 % der weltweit bekannten Reserven.
(Stand 2007; Quelle: Schwarze Aussichten, Artikel in der Zeitschrift Euro, Ausgabe 8, 2007, S. 14)
- Carioca, Brasilien (noch nicht erschlossen)[1]

## Galerie

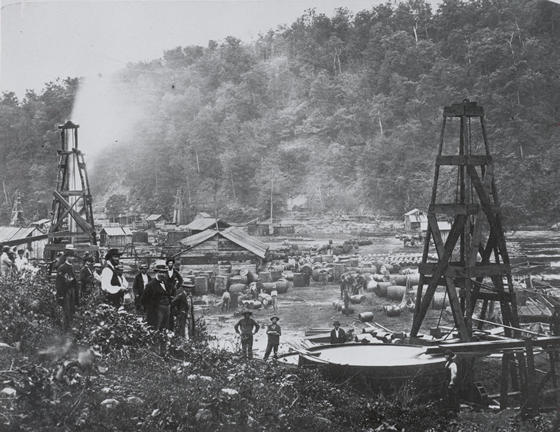
Ölförderung ca. 1862 in der Nähe von Pittsburgh/Pennsylvania.
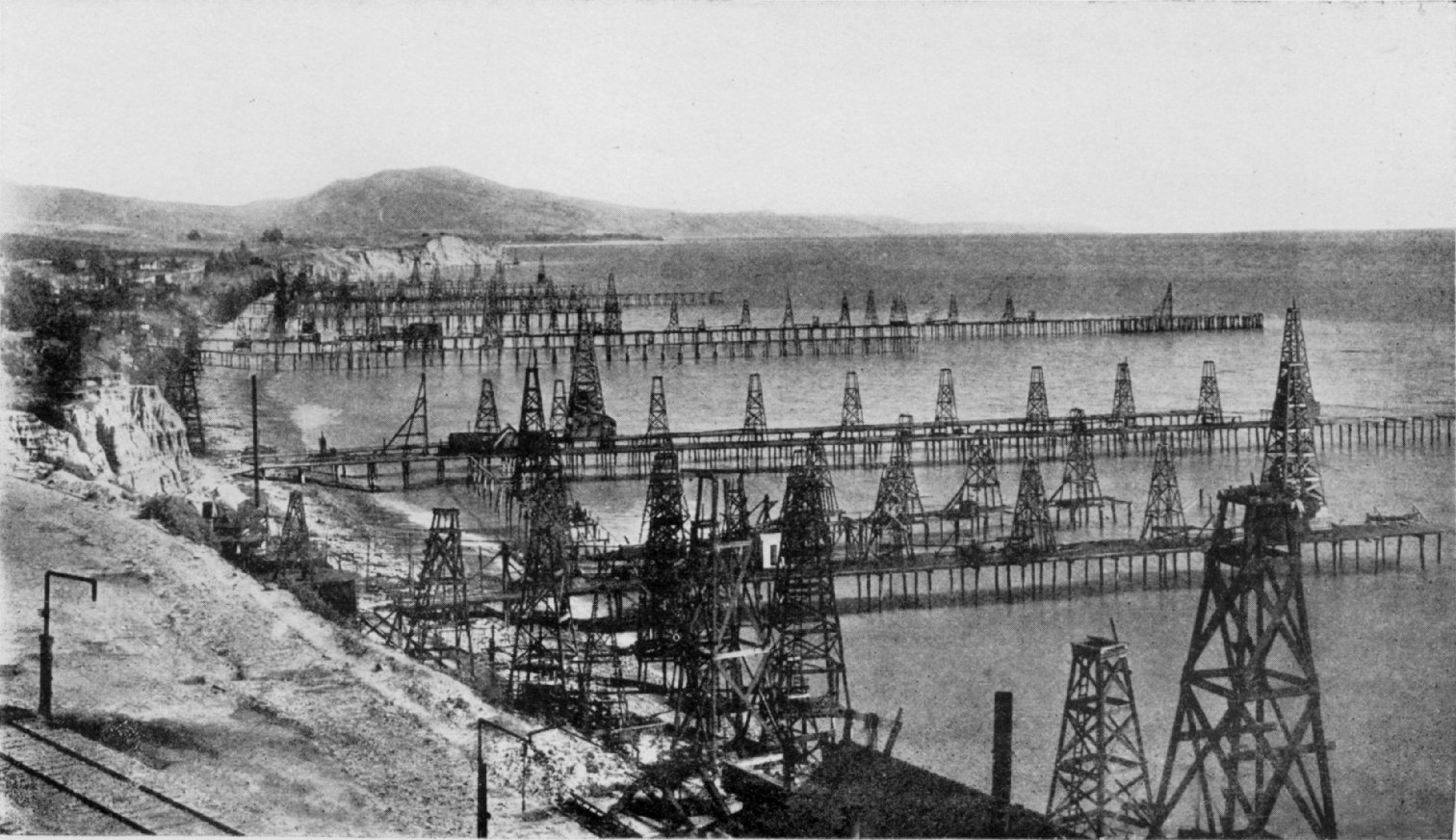
Fördertürme im Summerland-Ölfeld nahe Santa Barbara in Kalifornien ca. 1915.
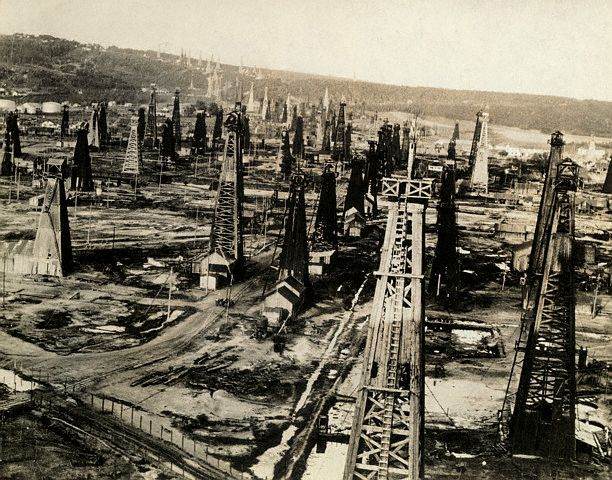
Eines der ertragreichsten Ölfelder Europas in Moreni bei Ploiești/Rumänien ca. 1920.
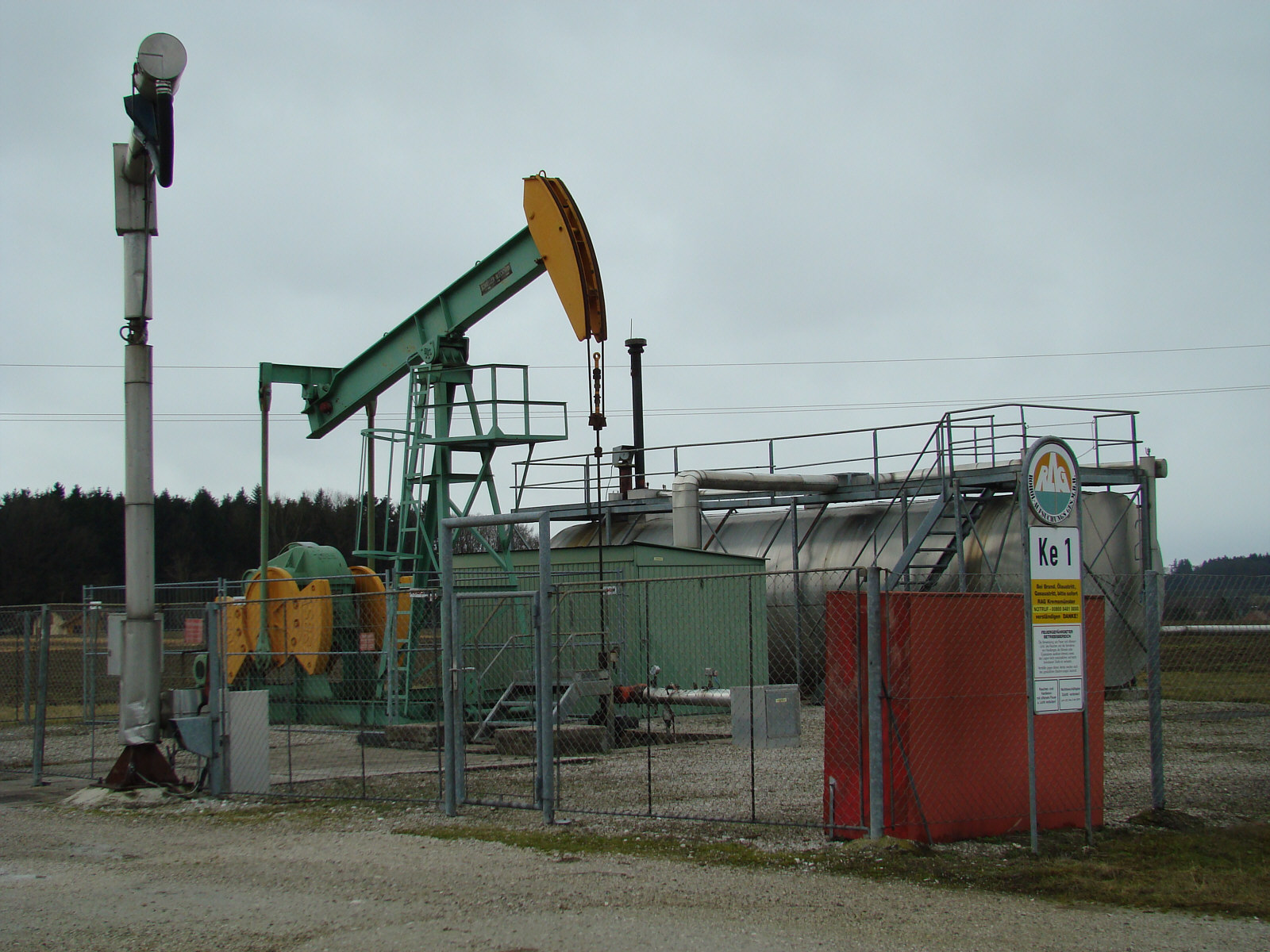
In kleinen Ölfeldern wird oft aus nur einer Sonde eine bescheidene Menge gefördert – hier, Kematen, Oberösterreich, seit 1967 etwa 25.000 Tonnen.
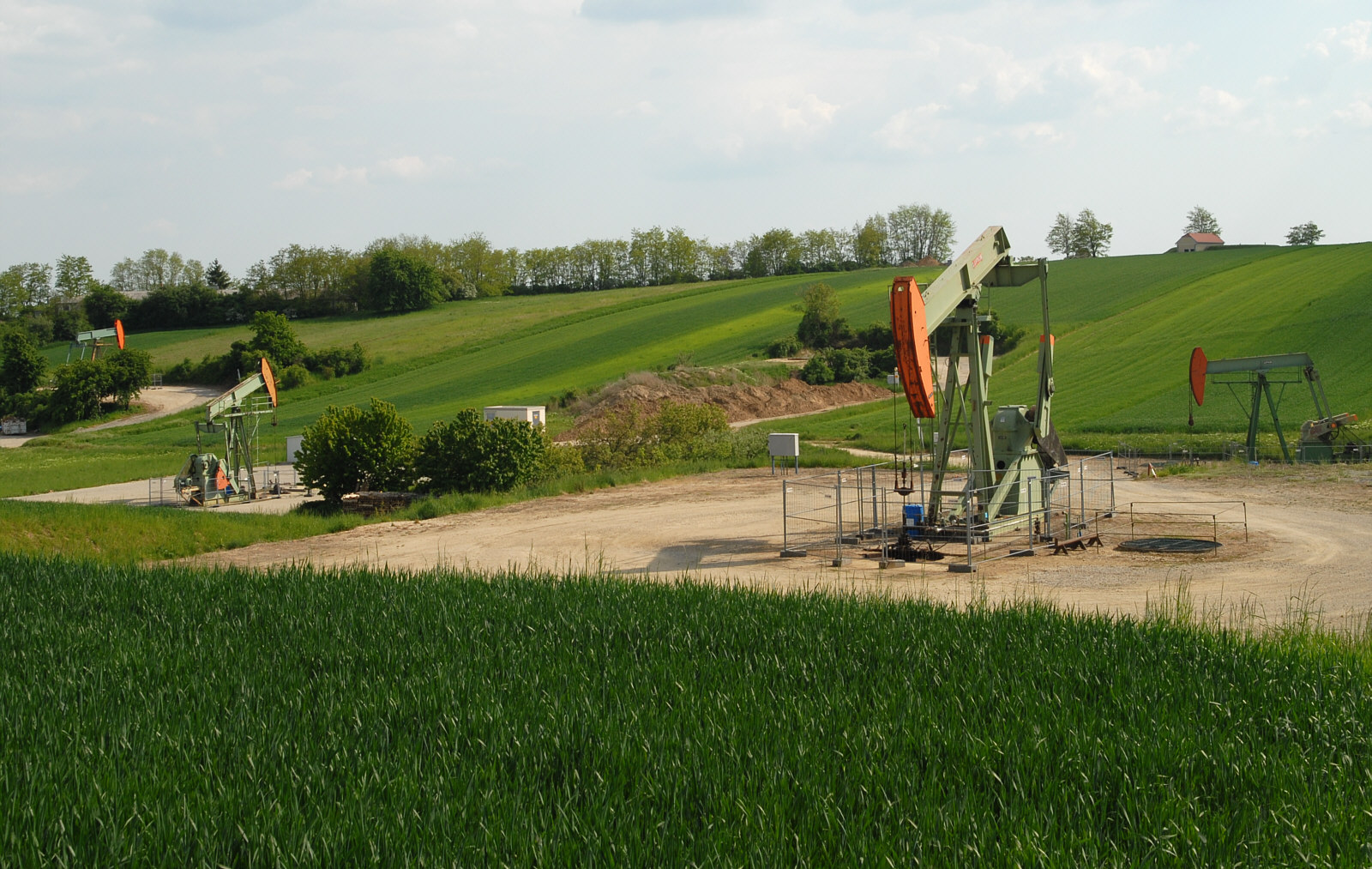
Das Ölfeld Zistersdorf-Gaiselberg ist nur knapp 2 km² groß. Dennoch wurden hier seit 1937 rund 5 Millionen Tonnen Öl gewonnen.
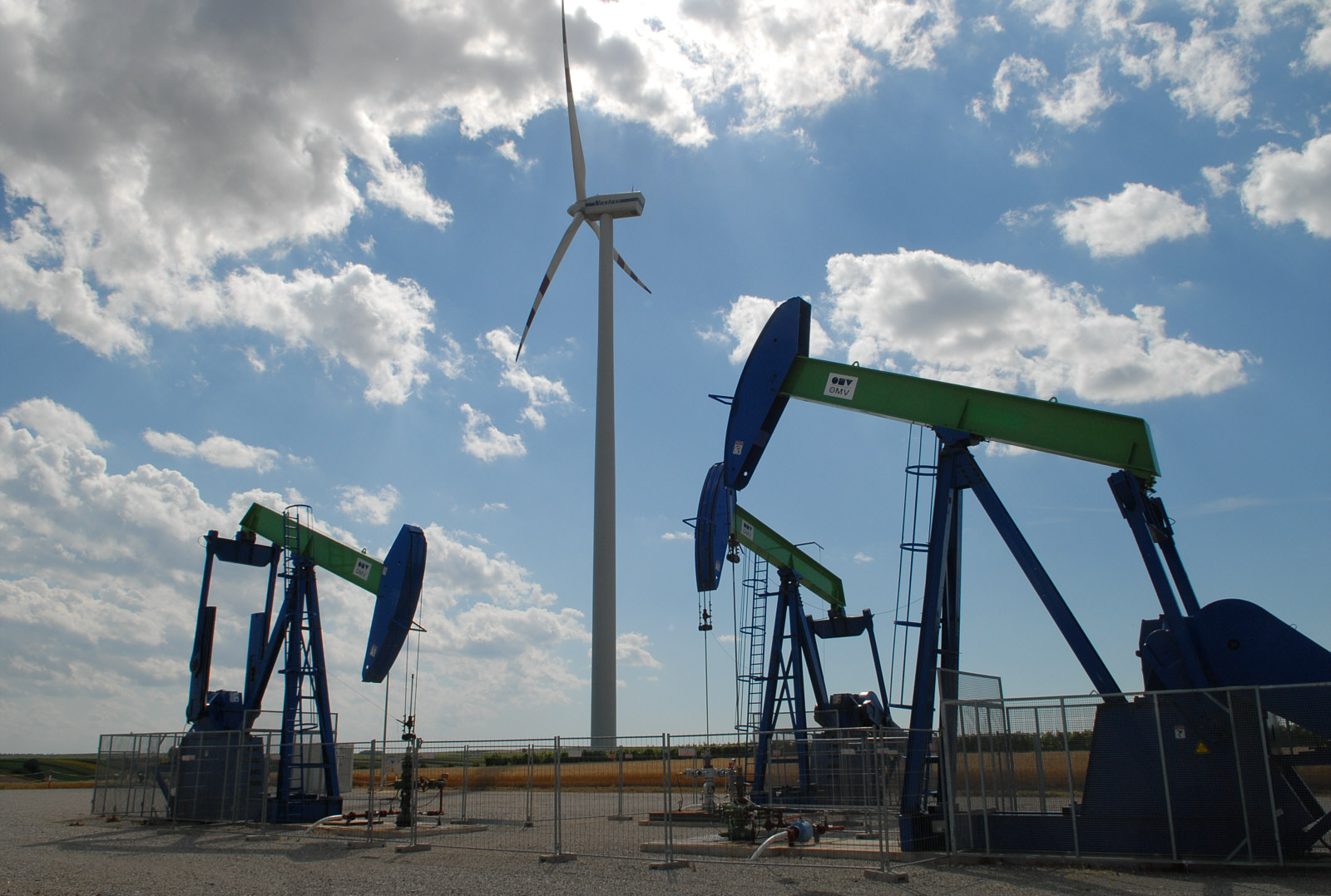
Wegen der bereits vorhandenen Infrastruktur (Wege, Stromleitungen) eignen sich Ölfelder gut für Windenergieparks.
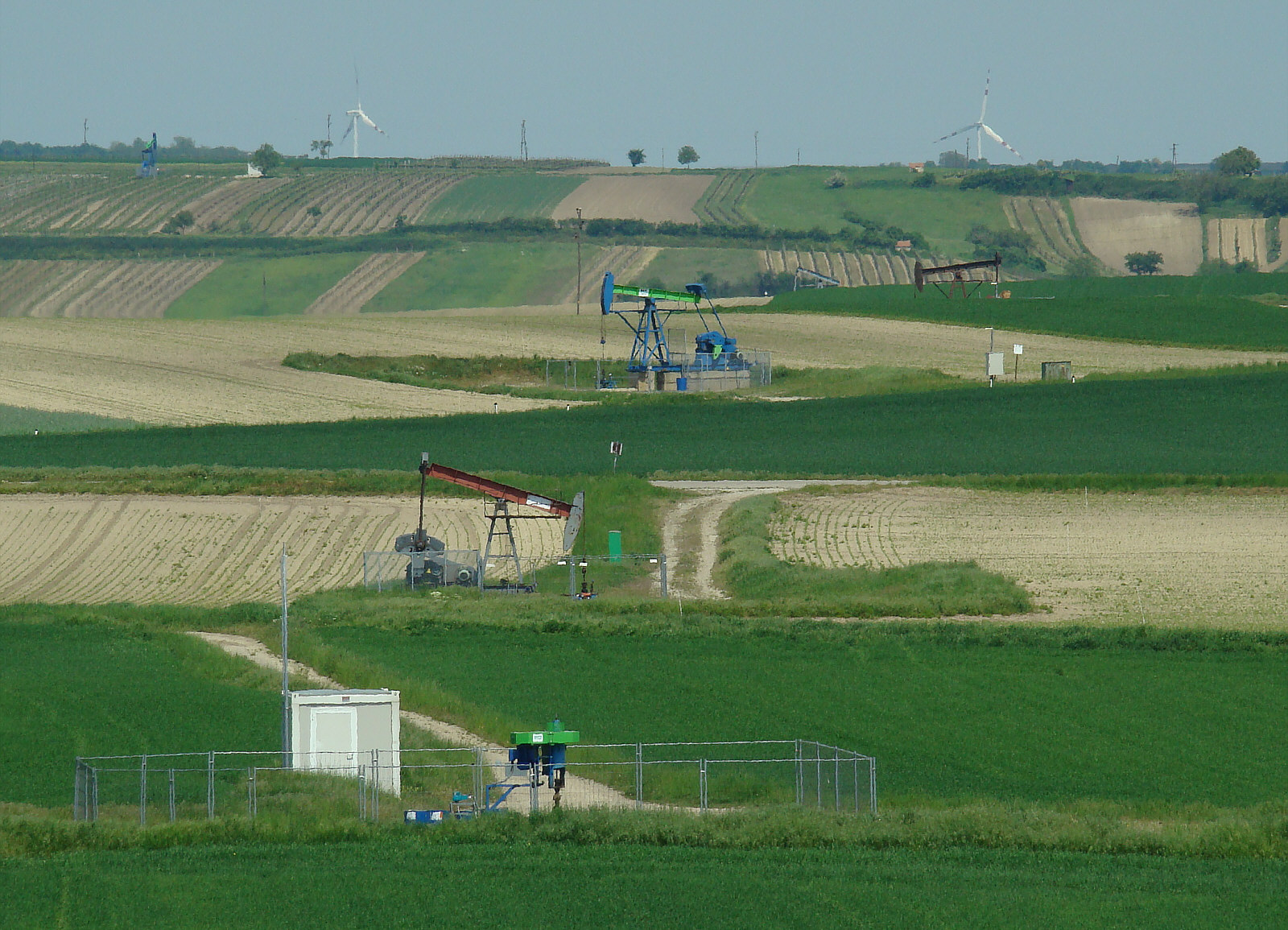
Im flächenmäßig größten Ölfeld Mitteleuropas Matzen-Auersthal liegen die unzähligen Förderstellen verstreut in der Landschaft.
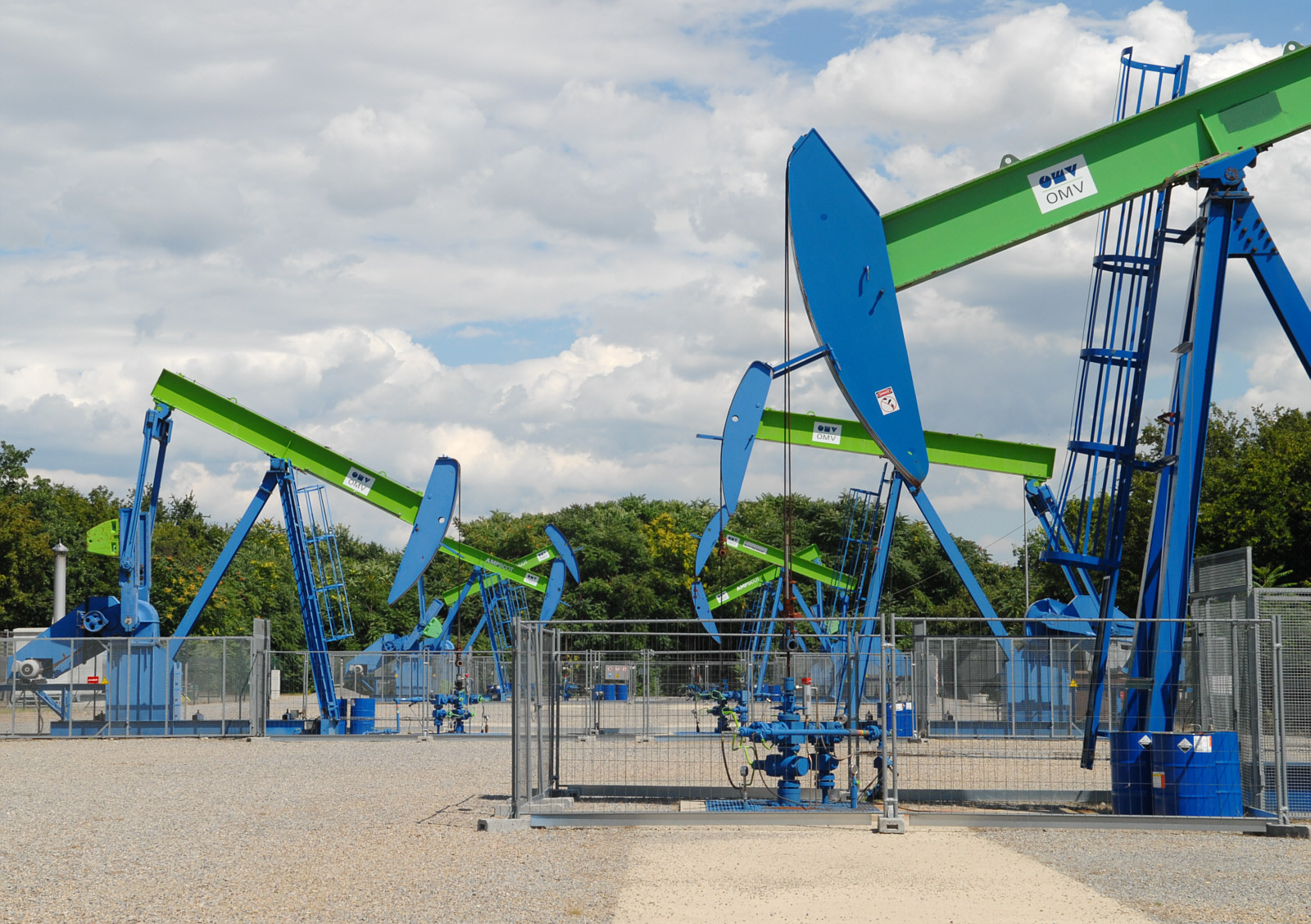
Auf in jüngerer Zeit erschlossenen Ölfeldern erfolgt die Förderung von zentralen Bohrplätzen aus.